# Dave de Meij
Dave de Meij (Helmond, 3 juli 2001) is een Nederlands voetballer die als aanvaller voor Blauw Geel '38 speelt.

## Carrière
Dave de Meij speelde in de jeugd van VV Bruheze, FC Eindhoven, Helmond Sport/VVV-Venlo en VV Gemert. Sinds 2017 speelt hij weer in de jeugdopleiding van FC Eindhoven. Hij debuteerde in het eerste elftal van Eindhoven op 13 december 2019, in de met 2-2 gelijkgespeelde uitwedstrijd tegen Jong FC Utrecht. Hij kwam in de 76e minuut in het veld voor Kaj de Rooij. 
In de zomer van 2022 stapte de Meij transfervrij over naar Blauw Geel '38 uit Veghel. 

### Statistieken
| Seizoen                     | Club           | Land           | Competitie     | Competitie | Competitie | Beker | Beker | Totaal | Totaal |
| Seizoen                     | Club           | Land           | Competitie     | Wed.       | Dlp.       | Wed.  | Dlp.  | Wed.   | Dlp.   |
| --------------------------- | -------------- | -------------- | -------------- | ---------- | ---------- | ----- | ----- | ------ | ------ |
| 2019/20                     | FC Eindhoven   | Nederland      | Eerste divisie | 6          | 0          | 2     | 0     | 8      | 0      |
| 2020/21                     | FC Eindhoven   | Nederland      | Eerste divisie | 4          | 1          | 0     | 0     | 4      | 1      |
| 2021/22                     | FC Eindhoven   | Nederland      | Eerste divisie | 21         | 1          | 2     | 0     | 23     | 1      |
| 2022/23                     | Blauw Geel '38 | Nederland      | Derde Divisie  | 31         | 12         | 3     | 0     | 34     | 12     |
| 2023/24                     | Blauw Geel '38 | Nederland      | Derde Divisie  | 25         | 4          | 1     | 4     | 26     | 8      |
| 2024/25                     | Blauw Geel '38 | Nederland      | Derde Divisie  | 24         | 12         | 3     | 2     | 27     | 14     |
| Carrièretotaal              | Carrièretotaal | Carrièretotaal | Carrièretotaal | 120        | 30         | 11    | 6     | 126    | 36     |
| Bijgewerkt op 28 april 2025 |                |                |                |            |            |       |       |        |        |